# Saint-Peter (Antigua-et-Barbuda)
Pour les articles homonymes, voir Saint-Peter.
Saint-Peter est l'une des six paroisses d'Antigua-et-Barbuda, en 2001, de 5439 habitants. Son chef-lieu est Parham, un petit village de 1400 habitants environ.